# Cattedrale di Osnabrück
La cattedrale di San Pietro (o cattedrale di Osnabrück o Dom St. Peter) è la chiesa cattolica maggiore di Osnabrück e cattedrale della diocesi di Osnabrück. Si tratta di un edificio tardo-romanico, costruito nella prima metà del XIII secolo.

## Storia

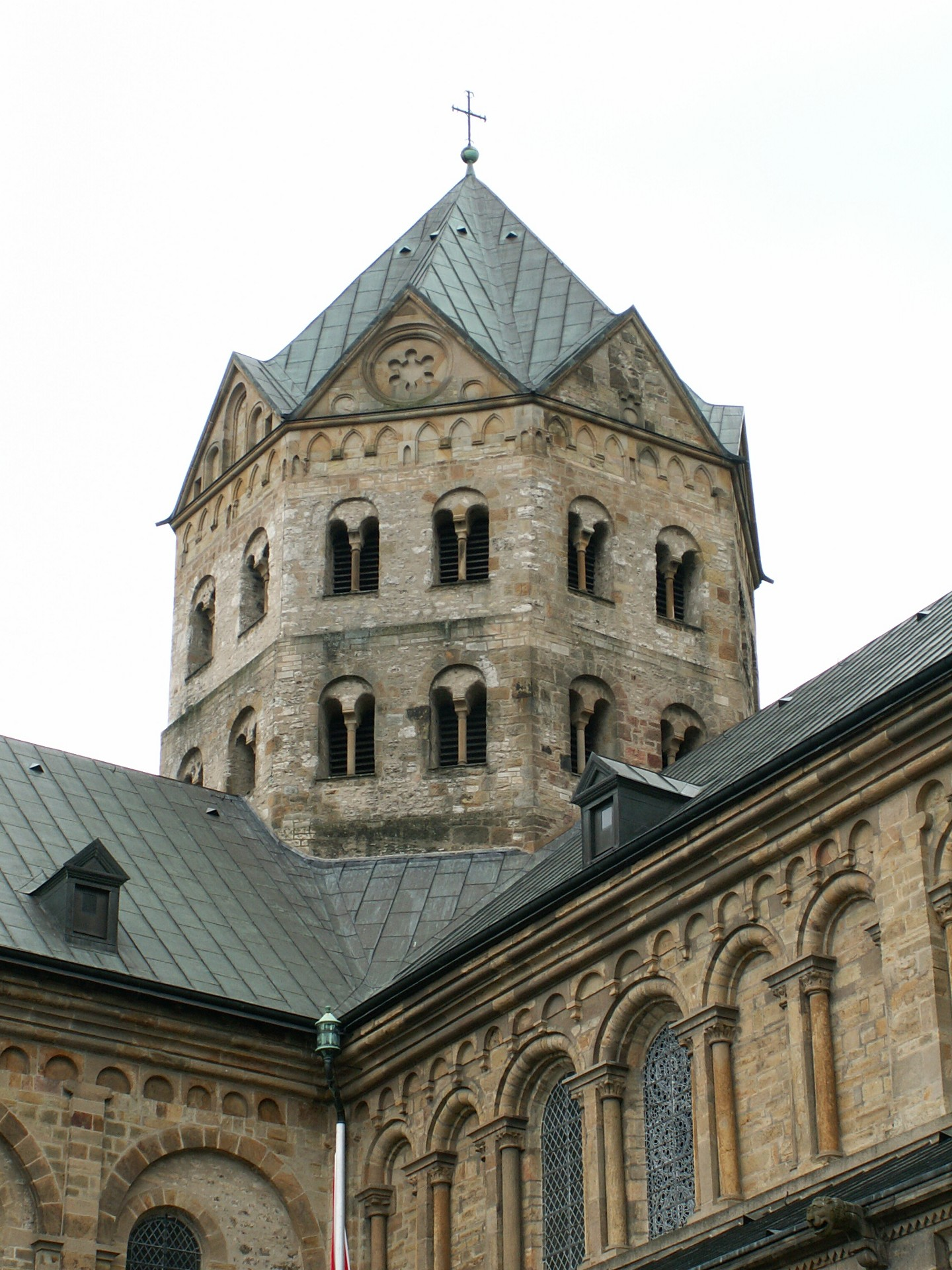
Vista della cupola romanica della cattedrale

La prima chiesa costruita sul sito risale al 785, 15 anni dopo la fondazione della diocesi da parte di Carlo Magno. I Normanni distrussero la chiesa 100 anni dopo e l'edificio attuale si sviluppò gradualmente dopo un incendio intorno al 1100.
Le parti più antiche della chiesa attuale sono la cupola romanica sul transetto, la facciata nord e la facciata ovest romanico-gotica. La cupola nella parte centrale della navata a tre navate è alta quanto i pilastri su cui poggia.
I pezzi più antichi giunti fino a noi sono il fonte battesimale del 1220 e la croce trionfale del 1230. Si è conservato anche il coro del 1664. Dodici statue dello scultore di Münster Heinrich Brabender, tra cui figure di Cristo e degli Apostoli, e un numero minore di statue ricevute dal duca Eric II di Sassonia-Lauenburg, vescovo di Münster, sono giunte fino a noi. Sono esposte nel Museo diocesano di Osnabrück.
Nel corso dei secoli, la cattedrale ha cambiato aspetto: l'interno soprattutto durante il periodo barocco, di cui sono testimonianza gli altari, le figure e gli epitaffi, e l'esterno durante il grande restauro del 1882-1910 sotto la direzione di Alexander Behnes, attraverso ristrutturazioni e la costruzione di annessi. 
Durante la Seconda Guerra Mondiale, il tetto della cattedrale con le cupole barocche e alcuni annessi della chiesa furono distrutti da bombe incendiarie. Da allora, la cattedrale è stata ricostruita e rimane una grande attrazione per i cristiani della città e della diocesi, oltre che per gli appassionati di storia dell'arte di tutto il mondo. La ruota di Osnabrück, caduta dalla più grande delle torri durante i bombardamenti del 13 settembre 1944, è stata ricostruita accanto alla cattedrale.
Il chiostro è annesso alla chiesa sul lato sud della navata. Sugli altri tre lati presenta arcate a pilastri aperti. Nell'ala orientale sono presenti capitelli a cuscino, corrispondenti a quelli dell'antico coro occidentale del 1140. La volta a botte nella parte orientale del chiostro presenta lunette ma non archi trasversali; le volte delle ali sud e ovest sono sostenute da archi trasversali e archi a sesto acuto (costruiti nel secondo quarto del XIII secolo). Durante la Seconda guerra mondiale, il chiostro, che era stato murato verso il cortile, servì da rifugio antiaereo.